# Grumium
Grumium (ξ Draconis / ξ Dra / 32 Draconis) es una estrella en la constelación de Draco de magnitud +3,74. El origen del nombre no es claro, pudiendo provenir de una palabra en latín que significa «el hocico del cerdo»; hoy, la estrella se sitúa en la mandíbula del dragón, aunque se piensa que en las primeras representaciones de la figura señalaba la lengua.
También ha sido llamada Genam —nombre utilizado por Johann Bayer— y Nodus I.
Situada a 111 años luz de distancia del sistema solar, Grumium es una gigante naranja de tipo espectral K2III. con una temperatura efectiva de 4472 K.
Su radio es 11,5 veces más grande que el del Sol —cifra obtenida a partir del valor de su diámetro angular, 3,13 milisegundos de arco— y su luminosidad es 53 veces mayor que la luminosidad solar.
Estos valores, modestos tratándose de una estrella gigante, son comparables a los de Pólux (β Geminorum) o Wazn (β Columbae), pero quedan lejos de los de Arturo (α Bootis).
Presenta una metalicidad algo inferior a la del Sol ([Fe/H] = -0,11).
Con una masa de 1,5 masas solares, Grumium tiene una edad aproximada de 3000 millones de años y se piensa que ha abandonado la secuencia principal recientemente, hace solo 160 millones de años, por lo que está aumentando en luminosidad con un núcleo inerte de helio.